# Joseph Z. Nederlander
Joseph Zachary Nederlander (Detroit, 1 de junio de 1927-1 de mayo de 2021) fue un empresario teatral estadounidense que se desempeñó como vicepresidente ejecutivo de la Nederlander Organization, uno de los propietarios y productores de teatro en vivo más grandes de Estados Unidos.

## Primeros años
Nederlander nació dentro de una familia judía en Detroit, Míchigan, el 1 de junio de 1927. Fue uno de los seis hijos de Sarah (de soltera Applebaum) y David T. "DT" Nederlander. La primera incursión de su padre en el teatro en vivo se produjo en 1912, cuando firmó un contrato de arrendamiento de 99 años en la antigua Ópera en el Campus Martius Park en Detroit y fundó la empresa familiar, la Nederlander Organization. Tiene cuatro hermanos: James, Harry, Robert y Fred; y una hermana, Frances.
Nederlander asistió a la Pontiac High School en Pontiac, Míchigan. Sirvió en la Marina antes de regresar a casa en 1947 y se inscribió en la Universidad Estatal Wayne durante un semestre. Después de dejar la universidad, se unió al negocio de teatro de su familia.

## Carrera profesional
El padre de Nederlander compró el Orpheum Theatre en Lafayette en 1940 con la Organización Shubert. Cambiaron el nombre del teatro a Teatro Shubert-Lafayette (demolido en 1964). Nederlander, trabajó en todos los aspectos del negocio, desde la taquilla hasta barrer los pisos, con su padre y su hermano James. Su padre también compró el Grand Riviera Theater (demolido en 1996) en West Grand River.
Nederlander jugó un papel decisivo en la reconfiguración completa del Fisher Theatre en 1961 con su padre y su hermano, James. La sala de cine de 3.500 asientos construida por los hermanos Fisher se reduciría a un teatro en vivo legítimo de última generación con 2.200 asientos. Rápidamente se convirtió en un lugar de primer nivel no solo en Detroit, sino en todo el país. Poco después de su apertura, tenía la suscripción de abono de temporada más grande del país, con 55.000.
A medida que el negocio familiar se expandió y James se mudó a Nueva York para continuar comprando teatros y produciendo espectáculos de Broadway, Nederlander se quedó para dirigir las operaciones en Detroit. La Nederlander Organization controlaba el Fisher Theatre, Shubert Theatre y el Grand Riviera Theatre. Nederlander jugó un papel decisivo en la inauguración del Pine Knob Music Theatre (ahora conocido como DTE Energy Music Theatre) en la década de 1970.
La Nederlander Organization controla nueve teatros de Broadway y es la segunda más grande de las tres compañías que dominan Broadway, después de Shubert Organization (que posee 16 teatros) y por delante de Jujamcyn (que posee cinco). A escala nacional, la Nederlander Organization es la más grande, con 15 teatros adicionales en todo el país. Son el único de los tres que aún está a cargo de sus dueños.
Nederlander produjo la reposición de las obras, Stop the World - I Want to Get Off (1978), Into the Light (1986), y Side Show (1997).

## Vida personal
Nederlander se casó tres veces. Su sobrino, James L. Nederlander, es el actual presidente de la Nederlander Organization en Nueva York.
Nederlander falleció el 1 de mayo de 2021. Tenía 93 años y sufría de la enfermedad de Parkinson en los años previos a su deceso.

## Teatro
| Año  | Título                          | Tipo         | Papel                            | Teatro                          |
| ---- | ------------------------------- | ------------ | -------------------------------- | ------------------------------- |
| 1969 | Indios                          | Original     | Propietario / Operador de teatro | Teatro Brooks Atkinson          |
| 1970 | ¡París está fuera!              | Original     | Propietario / Operador de teatro | Teatro Brooks Atkinson          |
| 1973 | Balancín                        | Original     | Propietario / Operador de teatro | Teatro Uris                     |
| 1973 | Gigi                            | Original     | Propietario / Operador de teatro | Teatro Uris                     |
| 1974 | Sammy                           | Original     | Propietario / Operador de teatro | Teatro Uris                     |
| 1974 | Anthony Newley / Henry Mancini  | Original     | Propietario / Operador de teatro | Teatro Uris                     |
| 1975 | Treemonisha                     | Original     | Propietario / Operador de teatro | Teatro Uris                     |
| 1976 | El Mikado                       | Renacimiento | Propietario / Operador de teatro | Teatro Uris                     |
| 1976 | The Pirates of Penzance         | Renacimiento | Propietario / Operador de teatro | Teatro Uris                     |
| 1976 | H.M.S. Pinafore                 | Renacimiento | Propietario / Operador de teatro | Teatro Uris                     |
| 1976 | Porgy y Bess                    | Renacimiento | Propietario / Operador de teatro | Teatro Uris                     |
| 1976 | Bing Crosby en Broadway         | Original     | Propietario / Operador de teatro | Teatro Uris                     |
| 1977 | Nureyev                         | Original     | Propietario / Operador de teatro | Teatro Uris                     |
| 1977 | Béjart: Ballet del siglo XX     | Original     | Propietario / Operador de teatro | Teatro Uris                     |
| 1977 | El rey y yo                     | Renacimiento | Propietario / Operador de teatro | Teatro Uris                     |
| 1978 | Stop the World - Quiero bajarme | Renacimiento | Productor                        | Teatro del Estado de Nueva York |
| 1986 | Sweet Charity                   | Renacimiento | Propietario / Operador de teatro | Teatro Minskoff                 |
| 1986 | Hacia la luz                    | Original     | Productor                        | Teatro Neil Simon               |
| 1997 | Espectáculo paralelo            | Original     | Productor                        | Teatro Richard Rodgers          |

## Premios y nominaciones
| Año  | Otorgar             | Categoría                            | Trabajo              | Resultado |
| ---- | ------------------- | ------------------------------------ | -------------------- | --------- |
| 1998 | Premio Tony         | Mejor musical                        | Espectáculo paralelo | Nominado  |
| 1998 | Premio Drama League | Producción distinguida de un musical | Espectáculo paralelo | Nominado  |